# Svjetski kup u hokeju na travi za žene 1981.
4. svjetski kup u športu hokeju na travi za žene se održao 1981. u Argentini, u Buenos Airesu.
Krovna organizacija za ovo natjecanje je bila Međunarodna federacija za hokej na travi.

## Sudionice
Sudjelovalo je dvanaest djevojčadi, pored domaćina Argentine, i izabrane djevojčadi iz Španjolske, SR Njemačke, Nizozemske, Japana, Austrije,  Belgije, SSSR-a, Australije, Francuske, Kanade i Meksika.

## Konačna ljestvica
| Mj. | Djevojčad   |
| --- | ----------- |
| 1.  | SR Njemačka |
| 2.  | Nizozemska  |
| 3.  | SSSR        |
| 4.  | Australija  |
| 5.  | Kanada      |
| 6.  | Argentina   |
| 7.  | Japan       |
| 8.  | Belgija     |
| 9.  | Francuska   |
| 10. | Španjolska  |
| 11. | Meksiko     |
| 12. | Austrija    |

| Svjetske prvakinje 1981. |
| ------------------------ |
| SR Njemačka Drugi naslov |